# Mateus Facho Inocêncio
Matheus Facho Inocêncio, também conhecido como Matheus Inocêncio ou Matheus Facho (Patrocínio Paulista, 17 de maio de 1981) é um atleta brasileiro especializado na modalidade 110 metros com barreiras.

## Participação em Olimpíadas
Foi o primeiro brasileiro a disputar nas duas versões das Olimpíadas.
- Jogos Olímpicos de Inverno de 2002 em Salt Lake City - Participou da competição de bobsleigh, onde fazia parte da equipe brasileira de quatro tripulantes.[3] A equipe ficou conhecida como "os bananas congelados".[2]
- Jogos Olímpicos de Verão de 2004 em Atenas - Competiu no atletismo, na modalidade modalidade 110 metros com barreiras,[2] e onde conseguiu seu melhor tempo, de 13,33 segundos.

## Conquistas
| Ano  | Competição                    | Local                | Resultado | Acréscimo |
| ---- | ----------------------------- | -------------------- | --------- | --------- |
| 2003 | Campeonato Mundial            | Paris, França        | 10º       |           |
| 2004 | Jogos Olímpicos               | Atenas, Grécia       | 7º        |           |
|      | Final do Mundial de Atletismo | Monte Carlo, Mônaco  | 7º        |           |
| 2005 | Campeonato Mundial            | Helsinque, Finlândia | 8º        |           |
|      | Universíada                   | İzmir, Turquia       | 1º        |           |